# Роди інтервальних систем
Роди інтервальні, повністю роди інтервальних систем у теорії музики — поняття, що узагальнює різні типові інтервальні структури, які зазвичай подаються у вигляді звукорядів. Поняття інтервального роду ввів Ю. М. Холопов у його вченні про гармонію, за зразком античного вчення про роди мелосу (див . Гармоніка).

## Загальна характеристика
Подібно до поняття ладу, рід пов'язаний зі звукорядом, але на відміну від ладу, рід говорить не про динамічні функції тонів і співзвуч, а тільки про (статичні, константні) інтервальні відношення членів звукового ряду. На відміну від ладу, рід — поняття не математичного, а музично-логічного порядку. У музичній акустиці інтервал розглядається як фізичне явище і описується у вигляді певного числового відношення (наприклад, ліма = 256/243), у вченні про роди інтервал — «метафізична» категорія; наприклад, музикознавці кажуть про «тон» і «півтон» незалежно від того, якими числовими відношеннями ці інтервали виражено в конкретному ладі.
Рід, стикаючись і з ладом, і зі строєм, займає ніби проміжне положення між тим і іншим. Інтервальний рід є одночасно матеріалом для ладу/ладів і конкретною звуковисотною формою (зазвичай поданою у вигляді звукоряду) музичного строю. Наприклад, діатоніка є матеріальною основою григоріанських розспівів у церковних ладах, і разом з тим сама є формою, організованою на основі піфагорійського строю.
Поняття роду вперше розробили давньогрецькі вчені, музиканти і філософами, але в ході багатовікової історії музики значення термінів, уведених греками, змінилися (в деяких випадках незворотно). Погодившись із вимогами історичної практики (давньої і сучасної, західної та східної), Холопов встановив 6 найзначущіших родів інтервальних систем:
- пентатоніка
- діатоніка
- міксодіатоніка[ru]
- геміоліка[ru]
- хроматика
- мікрохроматика (див. також Енармоніка)

У число інтервальних родів Холопов умовно включив сьомий рід — екмеліку, інтервали якої невизначені з огляду на те, що в самих екмелічних звуках відсутня висотна визначеність. Усередині кожного роду прийнято виділяти види інтервальних систем (наприклад, модуляційна, альтераційна, автономна хроматика).
У міру розширення хронологічних і географічних рамок вивчення музики виникає необхідність виділяти й інші інтервальні системи (наприклад, у традиційній професійній музиці Сходу, в експериментальних творах сучасних композиторів).